# Quero Viver (filme)
I Want to Live! (bra: Eu Quero Viver, ou Quero Viver!, ou Quero Viver; prt: Quero Viver), inicialmente anunciado como The Barbara Graham Story, é um filme estadunidense de 1958, do gênero drama biográfico-policial, dirigido por Robert Wise, com roteiro de Nelson Gidding e Don Mankiewicz baseado em reportagens e entrevistas da época, especialmente os artigos do jornalista Ed Montgomery no jornal San Francisco Examiner, nos autos do processo e em cartas da prisioneira Barbara Graham, condenada à morte na câmara de gás.

## Sinopse
Dois homens são presos e acusados do assassinato de uma viúva. Certos de que foram denunciados por Barbara Graham — mulher boêmia, socialmente malvista e autora de pequenos delitos —, eles a acusam pelo crime, como vingança. Julgada e condenada, do corredor da morte ela tenta provar sua inocência, mas seu principal inimigo é o preconceito.

## Elenco principal
- Susan Hayward .... Barbara Graham
- Simon Oakland .... Edward S. "Ed" Montgomery
- Virginia Vincent .... Peg
- Theodore Bikel .... Carl G.G. Palmberg
- Wesley Lau .... Henry L. Graham
- Philip Coolidge .... Emmett Perkins
- Lou Krugman .... John R. "Jack" Santo
- James Philbrook .... Bruce King

## Prêmios e indicações

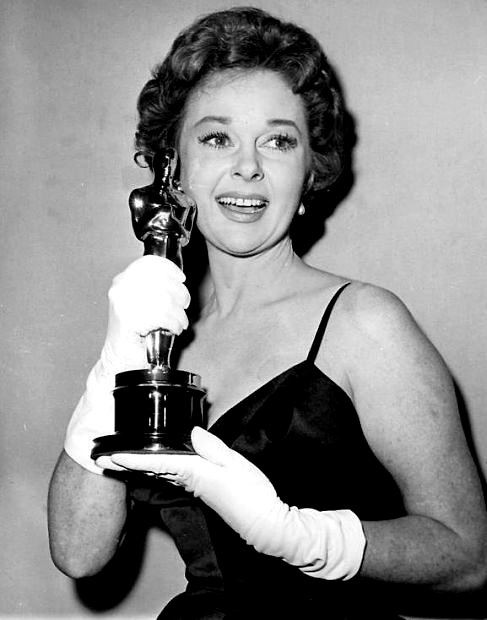
Susan Hayward com o Óscar que ganhou em 1959 por sua atuação

| Prêmio             | Categoria                          | Recipiente                                               | Resultado |
| ------------------ | ---------------------------------- | -------------------------------------------------------- | --------- |
| Oscar 1959         | Melhor atriz                       | Susan Hayward                                            | Venceu    |
| Oscar 1959         | Melhor direção                     | Robert Wise                                              | Indicado  |
| Oscar 1959         | Melhor fotografia - preto e branco | Lionel Lindon                                            | Indicado  |
| Oscar 1959         | Melhor som                         | Samuel Goldwyn Studio Sound Department, Gordon E. Sawyer | Indicado  |
| Oscar 1959         | Melhor roteiro adaptado            | Nelson Gidding, Don Mankiewicz                           | Indicado  |
| Oscar 1959         | Melhor edição                      | William Hornbeck                                         | Indicado  |
| Globo de Ouro 1959 | Melhor atriz - drama               | Susan Hayward                                            | Venceu    |
| Globo de Ouro 1959 | Melhor filme - drama               | Walter Wanger (prod.)                                    | Indicado  |
| Globo de Ouro 1959 | Melhor direção                     | Robert Wise                                              | Indicado  |
| BAFTA 1960         | Melhor atriz não britânica         | Susan Hayward                                            | Indicado  |

## Produção
A declaração a seguir aparece na abertura do filme:
Vocês estão prestes a assistir a uma história real, baseada em artigos de minha autoria, artigos de outras revistas e jornais, registros processuais, correspondência legal e particular, reportagens investigativas, entrevistas — e as cartas de Barbara Graham.— Edward S. Montgomery, escritor vencedor do Pulitzer, San Francisco Examiner.